# San Fernando (Romblon)
San Fernando is een gemeente in de Filipijnse provincie Romblon op het eiland Sibuyan. Bij de laatste census in 2007 had de gemeente ruim 22 duizend inwoners.

## Geografie

### Topografie
San Fernando ligt hemelsbreed 305 kilometer ten zuidoosten van de Filipijnse hoofdstad Manilla en 46 kilometer ten zuidoosten van de provinciehoofdstad Romblon. De gemeente San Fernando beslaat de zuidwestzijde van het eiland Sibuyan in de centrale Filipijnse provincie Romblon. De andere twee gemeenten op het eiland zijn Cajidiocan ten noordoosten en Magdiwang ten noorden van San Fernando.

### Bestuurlijke indeling
San Fernando is onderverdeeld in de volgende 12 barangays:
| - Agtiwa - Azarga - Campalingo - Canjalon - España - Mabini | - Mabulo - Otod - Panangcalan - Pili - Poblacion - Taclobo |

## Demografie
San Fernando had bij de census van 2007 een inwoneraantal van 22.325 mensen. Dit zijn 1.111 mensen (5,2%) meer dan bij de vorige census van 2000. De gemiddelde jaarlijkse groei komt daarmee uit op 0,71%, hetgeen lager is dan het landelijk jaarlijks gemiddelde over deze periode (2,04%). Vergeleken met de census van 1995 is het aantal mensen met 3.774 (20,3%) toegenomen.

De bevolkingsdichtheid van San Fernando was ten tijde van de laatste census, met 22.325 inwoners op 196,87 km², 94,2 mensen per km².